# Centrum Odosobnienia Terroryzmu
Centrum Odosobnienia Terroryzmu (hiszp. Centro de Confinamiento del Terrorismo, w skrócie CECOT) – więzienie o zaostrzonym rygorze zlokalizowane w salwadorskim Tecoluca. 
Powstało w ramach szeroko zakrojonej kampanii walki z przestępczością zorganizowaną prowadzoną przez prezydenta Nayiba Bukele, który to osobiście je otworzył w styczniu 2023 roku.
Według stanu na dzień 9 lipca 2023 r. w więzieniu przebywa ponad 12 500 osadzonych. Jest to największe więzienie w Ameryce Łacińskiej, technicznie mogące pomieścić do 40 000 więźniów.